# Auburn (couleur)

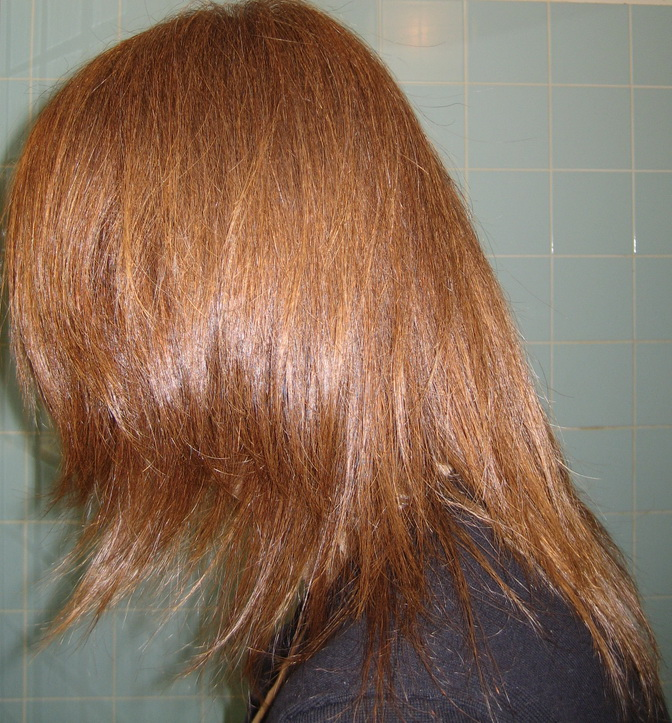
Chevelure de couleur auburn.

Pour les articles homonymes, voir Auburn.
Cet article court présente un sujet plus développé dans : Rousseur.
L'auburn est une couleur de cheveux qui correspond à un brun ou un châtain tirant sur le roux. Il est populairement connu sous la dénomination de roux foncé.
Les cheveux auburn sont composés d'une quantité élevée d'eumélanine brune et d'une faible quantité de phéomélanine. Cette couleur naturelle est assez rare, la plupart des cheveux auburn que l'on rencontre étant le fruit d'une coloration ou de l'usage de henné.

## Étymologie
Auburn vient de l'anglais en passant par l'ancien français alborne (blond) lui-même issu du latin alburnus (blanchâtre),.